# John Long Routt

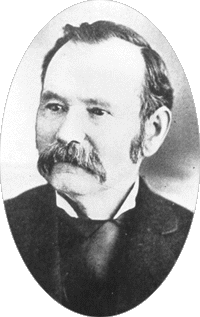
John Long Routt

John Long Routt (* 25. April 1826 in Eddyville, Lyon County, Kentucky; † 13. August 1907 in Denver, Colorado) war ein US-amerikanischer Politiker (Republikanische Partei) und von 1876 bis 1879 der erste sowie von 1891 bis 1893 der siebte Gouverneur des Bundesstaates Colorado.

## Frühe Jahre und politischer Aufstieg
Schon kurz nach Routts Geburt verstarb sein Vater. Daraufhin zog er mit seiner Mutter nach Bloomington in Illinois. Dort besuchte er die öffentlichen Schulen. Anschließend absolvierte er eine Lehre im Schreinerhandwerk. Zwischen 1860 und 1862 war er Sheriff im McLean County. Danach trat er während des Bürgerkrieges in die Unionsarmee ein. Dort wurde er Captain einer Freiwilligeneinheit aus Illinois. Aufgrund seiner Tapferkeit wurde er von General Ulysses S. Grant zum Colonel befördert.
Nach dem Krieg wurde Routt Kämmerer im McLean County. Dieses Amt übte er zwischen 1865 und 1869 aus. Im Jahr 1869 wurde er von Präsident Grant zum US Marshal für den südlichen Teil von Illinois ernannt. 1871 wurde er Staatssekretär im US-Postministerium (Second Assistant Postmaster General). Dieses Amt behielt er bis 1875. Am 29. März dieses Jahres wurde er von Grant zum Gouverneur des Colorado-Territoriums berufen.

## Laufbahn in Colorado
Zum Zeitpunkt seiner Ernennung zum Territorialgouverneur stand bereits fest, dass Colorado in naher Zukunft als neuer Bundesstaat den USA beitreten würde. Der Beitritt wurde am 1. August 1876 vollzogen. Während seiner Zeit als Territorialgouverneur wurde die neue Staatsverfassung ausgearbeitet und die Vorbereitungen zum Beitritt zu den Vereinigten Staaten getroffen. Damals wurden auch die ersten regulären Gouverneurswahlen in dem Staat abgehalten. Aufgrund seiner allgemeinen Beliebtheit hatte Routt keine Probleme, diese Wahlen zu gewinnen. Damit konnte er bis zum 14. Januar 1879 als Gouverneur amtieren. Ein Hauptproblem seiner Amtszeit war die vor allem in der Stadt Creede herrschende Gewalt, gegen die der Gouverneur vorgehen musste. Er war auch für die Verteilung des bis dahin offenen Landes zuständig. Streitereien über dieses Thema waren auch ein Grund für die Unruhen in Creede gewesen.
Nach Ablauf seiner Amtszeit verzichtete er auf eine direkte Wiederwahl. In den folgenden Jahren widmete er sich seinen privaten Interessen, wozu inzwischen auch die Viehzucht und der Bergbau gehörten. Zwischen 1883 und 1885 war er als Nachfolger von Robert Morris auch Bürgermeister von Denver. Ein Versuch, in den US-Senat gewählt zu werden, blieb erfolglos. Im Jahr 1890 kandidierte er nochmals erfolgreich für das Amt des Gouverneurs. Während seiner zweiten Amtszeit, die am 14. Januar 1891 begann und am 10. Januar 1893 endete, wurde mit dem Bau des Kapitols in Denver begonnen. Außerdem kam es in dieser Zeit zu einem innenpolitischen Konflikt im Staatsparlament um die Besetzung von Ausschüssen und die Wahl des Parlamentspräsidenten. Dieser Konflikt wurde vom Colorado Supreme Court entschieden. Routt setzte sich auch für die Einführung des Frauenwahlrechts ein. Er arrangierte und begleitete Auftritte von bekannten Frauenrechtlerinnen wie Susan B. Anthony. Als das Wahlrecht im Jahr 1893 in Colorado eingeführt wurde, trug sich seine Frau als erste Frau in Colorado in das Wahlregister ein. Während seiner zweiten Amtszeit als Gouverneur kam es oft zu Meinungsverschiedenheiten zwischen dem Gouverneur und seiner Partei.
Nach dem Ende seiner Gouverneurszeit widmete sich Routt wieder seinen privaten Interessen. Er starb im August 1907 und wurde in Denver beigesetzt. John Routt war zweimal verheiratet und hatte insgesamt sechs Kinder. Das Routt County wurde nach ihm benannt.